# Тигранов, Иосиф Михайлович
Иосиф Михайлович Тигранов (1904 — 30 октября 1952, Москва) — советский инженер-строитель, лауреат Сталинской премии второй степени (1949).

## Биография
Родился в 1904 году в Тифлисе (ныне Тбилиси, Грузия). В 1928 году окончил Ленинградский институт гражданских инженеров.
Работа в должности начальника сектора и главного инженера Гипроавтотреста, Мосгорпроекта и других организаций. Среди работ И. М. Тигранова дом ВНТО, поликлиника, здание НКПС, клубы, техникумы, посёлки, больницы.
В середине 1930-х годов инженер-конструктор здания Тверского речного вокзала (архитекторы Е. И. Гаврилова, П. П. Райский). В годы Великой Отечественной войны занимался сооружением в Москве фанерных конструкций, имитирующих сооружения промышленной архитектуры, для дезориентации авиации противника.
В 1946—1950 годах главный инженер (совместно с А. И. Гохбаумом) строительства здания Кинофотоинститута (авторы проекта М. В. Посохин, А. Д. Сурис). Член Союза архитекторов СССР с 1947 года.
С 1947 года участвовал в программе строительства московских «сталинских высоток»: главный инженер-конструктор восьмой из них (и единственной нереализованной) — административного здания в Зарядье (архитектор Д. Н. Чечулин). Вместе с другими инженерами-конструкторами этой серии сооружений удостоен в 1949 году Сталинской премии второй степени «за разработку конструкции 32-, 26- и 20-этажных зданий, строящихся в Москве». Уже после смерти Тигранова строительство здания было заморожено, а на уже сооружённом стилобате впоследствии построена гостиница «Россия».
Преподавал в Московском автодорожном институте (ассистент).
Умер 30 октября 1952 года. Похоронен на Донском кладбище, участок № 4

## Награды
Медали СССР:
- Медаль «За оборону Москвы»
- Медаль «За доблестный труд в Великой Отечественной войне 1941—1945 гг.»
- Медаль «В память 850-летия Москвы» (1947)

Премии:
- Сталинская премия второй степени (1949) — за разработку конструкции 32-, 26- и 20-этажных зданий, строящихся в Москве.[3]